# Бригады Абу Али Мустафы
Бригады мученика Абу Али Мустафа (араб. كتائب الشهيد أبو علي مصطفى‎, латинизируется: Katāʾib Al-Šahīd Abū ʿAlī Muṣṭafā) — вооружённое крыло марксистско-ленинистского Народного фронта освобождения Палестины (НФОП), действующее в Секторе Газа.

## История
Изначально данная группировка имела название «Бригада Красного орла» (араб. كتائب النسر الأحمر‎, Ката̄’иб аль-Наср аль-Ах̣мар), однако в 2001 году она была переименована в честь Абу Али Мустафы, лидера террористической организации «НФОП», который был убит Израилем в августе того же года. Они активно совершали нападения как на военные, так и на гражданские израильские цели во время Интифады аль-Акса.
16 июля 2007 года президент Палестины Махмуд Аббас потребовал, чтобы все группы палестинского сопротивления сдали своё оружие Палестинской администрации. Хотя несколько членов вооружённого крыла ФАТХ Бригады мучеников Аль-Аксы подчинились, бригады Абу Али Мустафы отвергли это, заявив, что они не прекратят свое сопротивление, пока израильтяне не уйдут со всех частей Западного берега и сектора Газа.
Бригады Абу Али Мустафы сражались во время израильско–палестинского кризиса 2021 года.

## Сведения
Согласно Всемирному справочнику фактов ЦРУ, точная численность бригад Абу Али Мустафы неизвестна, но исчисляется тысячами. Его известное вооружение включает стрелковое оружие, ручные пулемёты, реактивную артиллерию, миномёты, переносные ракеты класса земля-воздух, самодельное оружие и взрывчатые вещества, включая самодельные взрывные устройства и жилеты смертников.
Бригады также производят собственное оружие наряду с контрабандой и импортом его. К ним относятся самодельные взрывные устройства, миномёты, РПГ и ракеты, наряду с другими. Самуд-1 (буквально «устойчивость») — ракета относительно малой дальности (8-12 км) отечественного производства бригад Абу Али Мустафы в секторе Газа. Используемые РПГ включают РПГ Ясин отечественного производства, были ли они предоставлены НФОП исключительно Хамасом, или НФОП также может производить РПГ Ясин остается неизвестным.
240-мм миномёт Sariya-1 также производится НФОП на месте вместе с минометными боеприпасами. В военной доктрине и тактике бригад Абу Али Мустафы предпочтение отдается миномётам, даже в большей степени, чем другими вооруженными группами. Бригады регулярно публикуют видеоролики, на которых они обстреливают израильские позиции из миномётов. В интервью, данном Los Angeles Times Абу Джамалем, представитель бригад сделал следующее заявление: «Преимущество миномёта в том, что противник никогда не сможет защититься от него. Это не исключительно точное оружие, но для нас это не важно. Даже если миномёт не попадает в цель, мы хотим вызвать замешательство и панику».

## Иностранная поддержка
НФОП и бригады Абу Али Мустафы получают военную и финансовую поддержку со стороны Ирана. Эти отношения, вероятно, начались примерно в 2013 году, и хотя фактический масштаб этой поддержки неясен, НФОП и Бригады Абу Али Мустафы неоднократно объявляли себя союзниками Ирана, Сирии и Оси сопротивления.